# Mihai Ciobanu
Mihai Ciobanu (n. 20 februarie 1953, Bujor, Hîncești) este un cântăreț moldovean de muzică populară din Republica Moldova; Artist al Poporului, cavaler al Ordinului Republicii, Cavaler al Ordinului "Gloria Muncii”. De-a lungul carierei sale, Mihai Ciobanu a înregistrat peste 300 de piese, una dintre cele mai cunoscute fiind „Casa părintească nu se vinde”, pe versurile lui Grigore Vieru și muzică proprie.

## Biografie
Mihai Ciobanu s-a născut la 20 februarie 1953, în satul Bujor, raionul Hîncești, RSS Moldovenească, Uniunea Sovietică, în familia lui Serghei și Nadejda Ciobanu, Mihai fiind cel mai mare dintre frați și surori. După absolvirea a 9 clase în satul natal, a plecat la Hâncești, unde a fost primit în ansamblul de cântece și dansuri “Andrieș”, condus pe atunci de Ion Musteață. A fost primit și ca dansator, și ca solist vocal. Între 1974-1978 a făcut studii de canto popular și dirijat coral la Colegiul de muzică «Ștefan Neaga» din Chișinău. Apoi, între 1980-1985, a urmat catedra dirijat coral a Institutului de Arte «Graviil Musicescu» (actualmente − Academia de Muzică, Teatru și Arte Plastice).
Din 1973 până în 1979 a fost solist al orchestrei de muzică populară «Veselia» (dirijor — Petre Neamțu), totodată fiind și profesor de muzică la școala din Ruseștii Noi, Ialoveni.
Între 1979-1986 cântă acompaniat de orchestra Ansamblului Folcloric «Miorița» (dirijor — Vasile Goia). Timp de un an, 1986-1987, fost redactor la Departamentul muzică al Radioteleviziunii de Stat. 
Între anii 1987 — 1989 a fost solist al orchestrei de muzică populară «Mugurel» a Filarmonicii din Chișinău (dirijor — Ion Dascălu).
Din anul 1989 până în 2012a fost solist al orchestrei «Folclor» (dirijor — Petre Neamțu) a Companiei de Stat «TeleRadio Moldova», care în prezent aparține Filarmonicii Naționale «Serghei Lunchevici».
Din 2012  este Arist liber profesionist.
Concomitent colaborează cu orchestra «Lăutarii» condusă de Nicolae Botgros, cu orchestra Ansamblului «Joc», cu orchestra «Mugurel» (dirijor — Ion Dascălu), cu orchestra prezidențială condusă? de Nicolae Dabin și cu orchestra «Doina armatei» dirijată de Marin Bunea ș.a.
Începând cu anul 1990, efectuează numeroase turnee în țară, dar și peste Prut, în România, la Iași, București, Bacău, Focșani, Ploiești, Pașcani, Botoșani, Suceava ș.a. În turnee a cântat acompaniat de orchestrele «Doina Vrancei» din Focșani, «Rapsozii Botoșanilor», «Ciprian Porumbescu» din Suceava, «Trandafir de la Moldova» din Huși.
În anii 1993 și 2005, este invitat cu recital la Festivalul Internațional «Maria Tănase» de la Craiova.
În 2005, Mihai Ciobanu înființează grupul vocal de bărbați «Basarabenii». În același an, își lansează primul CD, cu primul volum «La Nistru, la mărgioară», și tot de atunci își desfășoară activitatea în calitate de profesor de canto popular la Colegiul de muzică «Ștefan Neaga».
În anul 1993 i s-a conferit titlul onorific „Artist Emerit” al Republicii Moldova, iar în 1996 a fost decorat cu medalia „Meritul Civic”.
În anul 2007 este decorat cu Ordinul „Gloria Muncii”, iar în 2010 i se conferă titlul de Artist al Poporului.
Pe 4 aprilie 2013, Mihai Ciobanu a fost decorat cu "Ordinul Republicii" de către Președintele Republicii Moldova, Nicolae Timofti.
În cariera sa, Mihai Ciobanu a înregistrat peste 300 de piese, a lansat peste 30 de albume – LP, CD, DVD, casete audio, 3 cărți scrise, multiple videoclipuri și filmări și a susținut 12 serate de creație. Pe durata carierei el a întreprins multiple turnee peste hotare, în țări ca: Bulgaria, Franța, Grecia, Elveția, Germania, Marea Britanie, Serbia, Polonia, Japonia, Suedia, Turcia, SUA, Canada, Estonia, Lituania, Letonia, Rusia, Azerbaidjan, Ucraina ș.a.
A fost protagonist al filmelor muzicale: "Eu imi cant cantecul meu" regia si scenariul Alexei Sirbu, „Satul meu nume de floare”, „La fereastra cu zorele”, „Am venit la noi în sat” și „Tinerețea-i numai una”.
Mihai Ciobanu este căsătorit cu Valentina, o violonistă, profesoară de vioară la Colegiul de Muzică „Ștefan Neaga” și la Liceul cu profil de artă „Nicolae Sulac” din Chișinău, născută pe 23 iulie 1955, în regiunea Kustanai, Republica Kazahă, unde părinții săi lucrau la desțelenirea pământurilor. Împreună au o fiică, Victoria, și un fecior Mihăiță, care este virtuoz violonist.

## Aprecieri
Grigore Vieru
|  | Mihai Ciobanu - artistul care, prin puterea harului, ne convinge că viața merită trăită și că-i păcat să fii supărat pe ea, chiar dacă vremurile sunt potrivnice omului. Mă simt minunat în cântecul acestui fermecător cântăreț care vine din Bujorul Hânceștiului răsfrânt în apele eterne ale Prutului. |

Nicolae Botgros
|  | Mihai Ciobanu este un artist adevărat, el nu aleargă după glorie, nu-și irosește timpul pentru a-și face o popularitate ieftină. |

Vasile Romanciuc
|  | Lina, blânda, mângâietoare, voce a lui Mihai Ciobanu este, în același timp, profundă și convingătoare: ea ne adună într-un suflet, într-o credință, într-o iubire. Cântecele artistului sunt înalte lecții de omenie și bunătate, înțelepciune și frumos, de lumină și speranță. Culese de prin toate satele noastre, melodiile lui Mihai Ciobanu, mai vesele ori mai triste, alcatuiesc o adevărată antologie a simțirii basarabene. |

## Filme
"Eu imi cant cantecul meu" - regia si scenariul Alexei Sirbu
„Satul meu nume de floare”,
„La fereastra cu zorele”,
„Am venit la noi în sat”,
„Tinerețea-i numai una”.

## Discografie
Albume
| Titlu album                                   | Piese |
| --------------------------------------------- | --- |
| O vioară, un cântec, un dor                   | 1. Sârbă de concert 2. Copilărie, parc-ai fost mai ieri 3. Viață, frumoasa mai esti 4. De m-aș face iar flăcau 5. Am la inimioar-un spin 6. Suita Flori frumoase din cunună 7. Zboară cucul sus și cantă 8. Doina codrilor de la Pădureni 9. Dor de casă 10. Feciorască 11. Țara scumpă și frumoasă 12. Un'ți's banii măi voinice 13. Cu dor de la inimioară 14. Foaie verde lemn cioplit 15. Arz-o focul mintea mea 16. Jocul voinilor |
| Lume, lume, cât de dragă-mi ești              | 1. Sârba lui Cazanoi 2. Drag mi-i jocul, arză-l focul 3. Țară scumpă și frumoasă 4. Anii cei mai dragi din viața mea 5. Dragi mi-s neamurile mele 6. Viața este o minune 7. Lume lume cât de dragă-mi ești 8. Cântecul Prutului 9. Pământule, nu va fi greu 10. Cânt cu drag la toata lumea 11. Ian poftiți nuntași la joc 12. Dragostea mult m-o purtat 13. Copilărie parc-ai fost ieri 14. I-auzi lumea ce vorbește 15. Hai mândro cu mine-n lume |
| Casa părintească nu se vinde                  | 1. Casa parintească nu se vinde 2. Sus îi luna jos îi norul 3. Cine are fată mare 4. Câte flori sunt pe razor 5. Voie bună s-adunam 6. De-ar fi dorul ca și codrul 7. Romanța măicuței (duet cu Minodora Strateciuc) 8. Eu sărac și tu săracă 9. Vremea asta nu-i a mea 10. Verișorii care-i am 11. În jurul teascului 12. Când plecam eu la cazarmă 13. Pe pământ aș tot trai 14. Sarmana inimă bună 15. De mă iubești 16. Sârba hramarilor 17. Am și eu un nepoțel 18. Așa curge viața mea |
| Busuioc înlăcrimat                            | 1. Colo-n umbra pomilor 2. Lumea mea 3. Mult mă-ntreabă inima 4. Dorință 5. Când amintirile 6. Pe aceeași ulicioară 7. De ce nu-mi vii 8. Răsună codrul 9. Pe sub deal, pe sub pădure 10. Ce-a iubit inima mea 11. Doină și horă cu strigături 12. Sună pungulița sună 13. Mândruliță din Bihor 14. Casa parintească 15. Codrule de-aș fi ca tine 16. Doina recrutului basarabean 17. Busuioc înlăcrimat |
| Pe ostrovul Prutului                          | 1. Vorbește Grigore Vieru 2. Am și eu un nepoțel 3. Așa curge viața mea 4. Voie bună s-adunăm 5. Doi frumoși se cununară 6. Vremea asta nu-i a mea 7. Cântec de la noi 8. Chișinăul meu iubit 9. Cine are-o surioară 10. Doctore 11. Verișorii care-i am 12. Mamă te-ai mutat în stele 13. Feciorașii mei cei dragi 14. Casa parintească nu se vinde 15. Pe pământ aș tot trăi 16. Asta-i nunta moldoveană 17. Floarea vieții n-a murit 18. Cu trompeta năzdrăvană 19. Pe ostrovul Prutului |
| Mi-i dor de ochii mamei                       | 1. Am rămas măicuță, singurea 2. Romanța mpicuței (duet Mihai Ciobanu, M.Straticiuc) 3. Ai adus fecior pe lume 4. Doina recrutului basarabean 5. Doctore 6. De ma iubești 7. Maicuță, mamă 8. Inimioară, nu ofta 9. Vie somnul de la Domnul 10. Nistrule, pe apa ta 11. Pe ostrovul Prutului 12. Zboară păsările-n cruce 13. Busuioc înlăcrimat 14. Un om singur 15. Casa parintească nu se vinde 16. Feciorașii mei cei dragi 17. Floarea vieții n-a murit 18. Cu trompeta năzdrăvană 19. Pe ostrovul Prutului |
| Anii nu se uită-n calendar                    | 1. Intro 2. Feciorașii mei cei dragi 3. Cine are-o surioară 4. Anii nu se uită-n calendar 5. Scrisoare pentru mama 6. Cui nu-i place dragostea 7. Pe doi ani la revedere 8. Mi-amintesc de-a mea copilărie 9. Toți băieții fac armata 10. Floarea vieții n-a murit 11. Doctore 12. Cu trompeta năzdrăvană 13. Cântec de la noi 14. Chișinaul meu iubit 15. Mamă, te-ai mutat în stele 16. Lelișoară îndrazneață 17. Asta-i nunta moldoveană 18. Vremea asta nu-i a mea 19. Doi frumoși se cununară 20. Ionel băiat frumos                                                                                              |
| La Nistru, la margioară                       | 1. Nistrule, pe malul tau 2. Sus îi luna, jos îi norul 3. Zărzărică, zărzărea 4. La Nistru la margioară 5. Crești pădure și te-ndeasă 6. Foaie verde flori de nalbă 7. Trandafir de la Moldova 8. Hai mamă și mai petrece 9. Când era să moară Ștefan 10. Așa-i viața militară 11. Când plecam eu la cazarmă 12. Bate vântul iarba crește 13. Șapte văi și-o vale-adâncă 14. Munte munte brad umbros 15. Mulți ani trăiască |
| Ce te doare inimioară                         | 1. Așa-i omul ca și iarba 2. Codrule de-aș fi ca tine 3. Am plecat copil din sat 4. Așa-i viața militară 5. Mândra mea s-a măritat 6. Măi Dumitre, Dumitraș 7. Satul meu nume de floare 8. Crenguță de liliac 9. Mândro, când oi muri eu 10. Sunt cioban, cioban îmi spune 11. Tinerețe floare-aleasă 12. Zboară păsările-n cruce 13. Tinerețea este trecătoare 14. Crașmuța cu ușa-n brumă 15. Frunza-i verde bat-o bruma 16. Mi-amintesc de-a mea copilărie 17. Toată boala-și are leacul 18. Nistrule, pe apa ta 19. Nu mă dojeni nevastă 20. Inimioară nu ofta 21. De ciuda nevestei mele 22. De dragul cântatului |
| Viața-i frumoasă dacă iubești (muzică ușoară) | 1. Doi într-un suflet 2. Cine iubește 3. Viața-i frumoasă dacă iubești 4. Iubito, câtă vreme 5. Ne-am despărțit 6. Viața noastră e o carte 7. Hai să cântăm din toată inima 8. Povestea unui marinar 9. Anii de aur la ușă îți bat 10. Busuioc 11. Anii mei ca un cârd de cocori 12. Tu ești stăpâna lumii 13. Romanță pentru tine 14. Mai stai, drumețule, nu te grăbi 15. La mulți ani de ziua ta |

Videoclipuri
- „Casa părintească nu se vinde”
- „Busuioc înlăcrimat”
- „Eu sărac și tu săracă”
- „Tinerețea este trecătoare”
- „Sunt cioban, cioban îmi spune”
- „Fă-mă doamne pădurar”
- "Trei mări și un râușor"
- "Inimioară, nu ofta"
- "Vremea asta nu-i  a mea"
- "Feciorașii mei cei dragi"
- "Anii nu se uită-n calendar"
- " Copilărie, parcă-ai fost mai ieri"

## Publicații
- „Casa părintească nu se vinde: 100 de cântece din repertoriul lui Mihai Ciobanu”, Prut Internațional, Chișinău, 2008
- "Casa părintească nu se vinde. Cântece din repertoriul lui Mihai Ciobanu. vol.II" Prut Internațional. Chișinău , 2013